# 横浜岡田屋モアーズ
横浜モアーズ（よこはまモアーズ、Yokohama MORE'S）は、株式会社横浜岡田屋が運営している横浜駅西口にあるショッピングセンターである。建物名称は甘糟西口ビル。かつては百貨店の形態をとっていたが、1982年のリニューアルを機にショッピングセンター（ファッションビル）に転換した。

## 沿革
- 1946年8月26日 - 横浜駅西口の区画整理事業に伴い、大安興行（甘糟産業汽船グループ）の所有地が現在地に集約される[2]。
- 1968年11月30日 - 大安興行の所有地に、横浜岡田屋の店舗として横浜おかだやが開店[2]。横浜地下街株式会社（現 相鉄ビルマネジメント）が、地下2階に飲食店街「ニューダイヤ　味の街」を開設[5]。
- 1970年2月1日 - 地下1階に食料品店街「ニューダイヤ　のれん街」を開設[5]。
- 1974年4月26日 - 地下1・2階を「飲食店街パティオ」に改称[5]。

- 1982年11月12日 - 横浜おかだやが、ショッピングセンター形態の横浜岡田屋モアーズとしてリニューアルオープン[6]。
- 1996年3月 - 横浜岡田屋モアーズがリニューアルオープン。
- 2000年11月 - 横浜岡田屋モアーズがリニューアルオープン。
- 2004年3月31日 - 地階の飲食店街パティオを廃止[5]。
- 2005年 - 地階にパチンコ店「PIA 横浜モアーズ」が開店[7]。
- 2008年10月8日 - 横浜モアーズとして、リニューアルオープン[8]。
- 2013年10月25日 - 東急ハンズ（現：ハンズ）横浜店が、当ビル5・6・7階に移転[9]。

## フロア案内
| 階  | 概要                         | 概要                                                       |
| --- | ---------------------------- | ---------------------------------------------------------- |
| 9F  | レストラン                   | レストラン                                                 |
| 8F  | レストラン                   | レストラン                                                 |
| 7F  | ハンズ                       | ハンズ                                                     |
| 6F  | ハンズ                       | ハンズ                                                     |
| 5F  | ハンズ                       | ハンズ                                                     |
| 4F  | 楽器、携帯、料理教室など     | 楽器、携帯、料理教室など                                   |
| 3F  | ファッション、メガネ、カフェ | ファッション、メガネ、カフェ                               |
| 2F  | シップス                     | フレディ＆グロスター、スターバックスコーヒー、キリンシティ |
| 1F  | シップス                     | 三菱UFJ信託銀行・ビームスハウスメン                        |
| B1F | PIA                          | PIA                                                        |
| B2F | PIA                          | PIA                                                        |